# Kosi Saka
Kosi Saka (* 4. Februar 1986 in Kinshasa) ist ein kongolesischer Fußballspieler. Er kann auf allen offensiven sowie defensiven Außenpositionen eingesetzt werden.

## Karriere
Kosi Saka spielte ab dem 1. Juli 2000 für Borussia Dortmund. Davor spielte er beim SV Gadderbaum und Arminia Bielefeld in der Jugend. Sein Pflichtspieldebüt in der Fußball-Bundesliga gab er am 19. November 2005, dem 13. Spieltag der Saison 2005/06 beim Heimspiel von Borussia Dortmund gegen Hertha BSC. Er wurde von Trainer Bert van Marwijk fünf Mal eingewechselt. Zuletzt am 17. Spieltag der Saison 2006/07, wo Saka gegen den FC Bayern München in der Schlussminute die Rote Karte nach einer Notbremse bekam. Auch unter dem neuen BVB-Trainer Jürgen Röber wurde er regelmäßig eingewechselt, meist wenn Dortmund zurücklag. Zur Saison 2007/08 wechselte er zum Hamburger SV mit einem Vertrag bis zum 30. Juni 2009.
In der Winterpause der Saison 2007/08 wurde Saka bis zum Saisonende an den FC Carl Zeiss Jena verliehen. Seit seiner Rückkehr gehörte er nur dem Kader der zweiten Mannschaft des HSV an, ehe sein Vertrag 2009 nicht verlängert wurde. Im Januar 2010 unterzeichnete Saka einen Vertrag beim KFC Uerdingen 05, der zwischenzeitlich bis in die Verbandsliga abgestiegen war. Mit den Krefeldern stieg er 2011 in die NRW-Liga und 2013 in die Regionalliga West auf. Im Sommer 2014 wechselte er zum Oberligisten Sportfreunde Baumberg. 
Saka ist Fußballdeutscher, also laut Ausländerregelung der DFL ein Spieler ohne deutsche Staatsangehörigkeit, der einem deutschen Spieler gleichgestellt ist, da er fünf Jahre lang ununterbrochen für deutsche Vereine gespielt hat, davon die mindestens geforderten drei Jahre als Juniorenspieler. Er spielte zweimal für die Nationalmannschaft der Demokratischen Republik Kongo.

## Bemerkenswertes
Seit Juni 2012 besitzt Saka ein eigenes Modelabel names Six Angels, mit welchem er Designer-T-Shirts gestaltet und vertreibt.